# Sare N’Gai
Sare N’Gai (Namensvariante: Ebadan) ist eine Ortschaft im westafrikanischen Staat Gambia.
Nach einer Berechnung für das Jahr 2013 leben dort etwa 646 Einwohner, das Ergebnis der letzten veröffentlichten Volkszählung von 1993 betrug 452.

## Geographie
Sare N’Gai liegt am südlichen Ufer des Gambia-Flusses in der Central River Region, Distrikt Fulladu West. Der Ort liegt rund 2,7 Kilometer südlich von Fula Bantang, unmittelbar an der South Bank Road, Gambias wichtigster Fernstraße.

## Söhne und Töchter des Ortes
- Paul L. Baldeh (1937–1968), Politiker